# John Sperling
Pour les articles homonymes, voir Sperling.
John Glen Sperling (né le 9 janvier 1921 et décédé le 22 août 2014) est un milliardaire américain reconnu comme chef de file du mouvement pour l'éducation à but lucratif aux États-Unis. Sa fortune est basée sur la création en 1976 de l'Université pour adultes de Phoenix, une université privée à but lucratif qui fait actuellement partie du Groupe Apollo (coté en bourse).

## Biographie
John Sperling est né dans une famille d'agriculteurs pauvres. Il travailla plusieurs années comme marin et fut même un vagabond beatnik durant les années 1950. Il étudia au Reed College, une Université américaine d'arts libéraux située en Oregon puis obtint un master à l'Université de Californie de Berkeley. Il obtint ensuite un doctorat en histoire économique à l'Université de Cambridge. Avant de devenir un entrepreneur (à l'âge de 53 ans), il enseigna comme professeur à l'Université d'État de San José. Il fut un activiste pour plusieurs causes progressistes dans les années 1960. Il prit part à plusieurs conflits avec les autorités et dirigeants d'université en ce qui concerne ses processus expérimentaux d'éducation pour adultes.
Il a également financé la société "Genetic Savings & Clone"(GS&C) à Sausalito en Californie. Il s'investit durant 7 ans et dépensa 10 millions de dollars pour tenter de cloner un chien appelé Missy (projet appelé "Missyplicity"). Des clones de Missy furent créés en décembre 2007. Un sous-projet de Missyplicity fut appelé "Opération CopyCat" et créa le premier clone de chat, appelé CC.
Plus récemment, Sperling porta son attention sur l'extension de la durée de vie des êtres humains par des recherches relatives aux technologies de l'extension de la vie ou "immortalité biologique". Le magazine américain Wired écrivit en février 2004 dans un article intitulé "John Sperling Wants You to Live Forever" (John Sperling veut que vous viviez à l'infini) que sa fortune approchait 3 milliards de dollars et qu'il prévoyait de la donner à sa mort à la recherche biologique humaine. S'il le fait, ce serait le plus grand programme privé jamais consacré à la biologie humaine.
John Sperling est aussi un opposant à la prohibition des drogues. Il finance activement des initiatives pour dépénaliser l'usage médical de la marijuana aux États-Unis. Selon le magazine Time, John Sperling utilisa de la marijuana pour lutter contre la douleur causée par un cancer qu'il dut combattre durant les années 1960. Avec George Soros et Peter Lewis de la société Progressive Insurance, Sperling rassembla des sommes considérables pour des causes concernant les drogues et d'autres causes progressistes, particulièrement durant la campagne présidentielle 2004.
En 2000, Sperling publia une autobiographie intitulée "Rebel with a Cause" et en 2004, il publia, avec d'autres auteurs, un ouvrage intitulé "The Great Divide: Retro vs. Metro America" (La grande division : l'Amérique rétro contre l'Amérique métro), une tentative sociologique progressiste pour expliquer les divisions entre républicains et démocrates et les divisions culturelles et politiques des États-Unis.

#### Articles de journaux
- Wired Magazine, 'John Sperling Wants You to Live Forever'
- USATODAY.com - Independent voices rising in ads
- Is America Going to Pot, article du magazine Time